# 중성자별

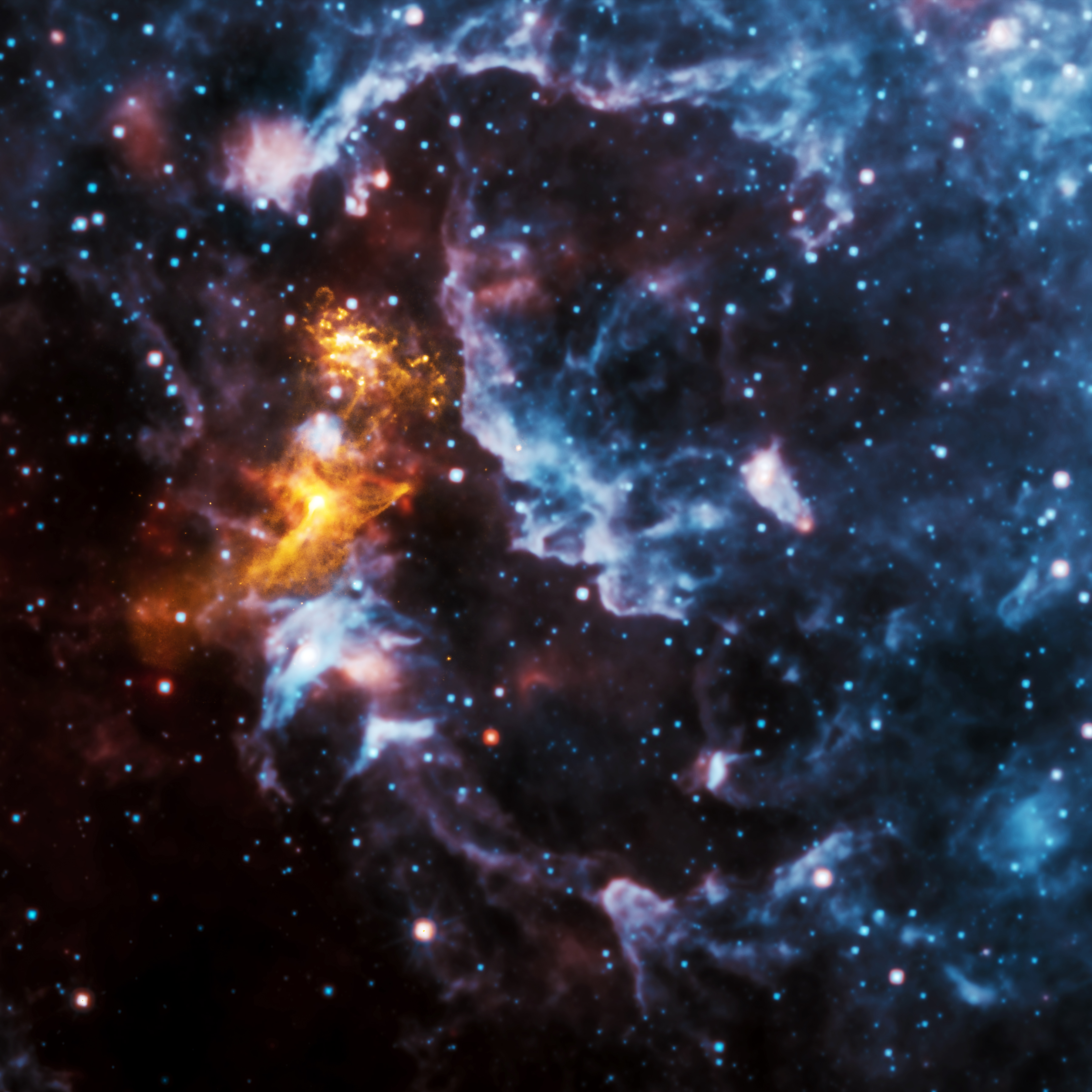
빠르게 회전하는 중성자별, 펄사 PSR B1509-58로부터 오는 복사. 근처의 가스에서 X-선(금색, 찬드라 데이터)을 방출하게 만들고 나머지 성운을 밝히고 있다. 사진에서 적외선(청색 및 적색, WISE 데이터)도 보인다.

중성자별(中性子-, neutron star)은 초신성 폭발 직후 무거운 별의 중력 붕괴로 만들어진 밀집성의 일종이다. 중성자별은 현재까지 관측된 우주의 천체 중 블랙홀 다음으로 밀도가 크다. 거의 12 ~ 13 km의 반지름에 태양의 약 2배에 달하는 무거운 질량을 가지고 있다.
중성자별의 거의 대부분이 순전하가 없고 양성자보다 약간 더 무거운 핵자인 중성자로 구성되어 있다. 이들은 양자 축퇴압에 의해 붕괴되지 않고 유지되는데, 이는 매우 뜨거우며 두 개의 중성자(또는 페르미 입자)가 동시에 같은 위치 및 양자 상태를 취할 수 없다는 원리인 파울리 배타 원리를 통해 설명되는 현상이다.
중성자별의 질량은 최소 1.1 태양질량에서 3 태양질량(M☉)까지이다. 관측된 것 중 가장 무거운 것은 2.01 M☉이다. 중성자별의 표면온도는 보통 ~6×105 K이다. 중성자별의 전체 밀도는 3.7×1017에서 5.9×1017 kg/m3 (태양의 밀도의 2.6×1014 ~ 4.1×1014 배)이다. 이는 3×1017 kg/m3에 해당하는 원자핵의 밀도와 맞먹는다. 중성자별의 밀도는 깊이에 따라서 변하는데, 지각에서는 1×109 kg/m3 이고, 내부로 들어갈수록 밀도가 증가하여 최대 6×1017 ~ 8×1017 kg/m3(원자핵보다 밀도가 크다)까지 이른다. 중성자별과 같은 밀도를 가진 보통 크기의 성냥갑의 질량은 약 50억 톤 또는 12 km3 만큼에 해당하는 지구의 암석과 맞먹는다.
일반적으로 1.39 M☉(찬드라세카르 한계)보다 작은 밀집성은 백색왜성이다. 그와 3 M☉(톨만-오펜하이머-볼코프 한계) 사이에 있는 밀집성은 중성자별이 된다. 관측된 것 중 가장 무거운 중성자별의 질량은 약 2 M☉이다. 10 M☉보다 더 무거운 밀집성은 중성자 축퇴압이 밀집성을 지지하지 못하게 되어 밀집성은 보통 중력붕괴로 블랙홀을 형성하게 된다. 관측된 것 중 가장 작은 블랙홀의 질량은 약 5 M☉이다. 두 밀집성 사이에는 쿼크별과 약전자기별과 같은 가설상의 중간질량 천체가 제시되어 왔다. 그러나 이들이 실제로 존재하는지는 확인되지 않았다. 그러한 고밀도에서의 물질의 상태에 관한 방정식은 이론 및 경험적 어려움으로 인해 정확히 알려져 있지 않다. M☉
일부 중성자별은 매우 빠르게 회전하며(최대 초당 716회, 또는 분당 43,000회) 펄사로서 전자기 복사빔을 방출한다. 사실, 1967년에 펄사의 발견을 통해서 중성자별의 존재를 처음으로 시사하였다. 감마선 폭발은 빠르게 회전하며 큰 질량을 가진 별이 붕괴하여 중성자별을 형성하면서 발생하거나, 중성자별 쌍성의 병합으로 발생할 수 있다. 은하에는 대략 108개의 중성자별이 있을 것으로 추정되고 있지만, 이들은 펄사 또는 쌍성의 구성원과 같은 확실한 예를 통해서만 쉽게 발견된다. 비회전 및 비강착 중성자별은 실제로 관측된 적이 없다. 그러나 허블 우주 망원경이 RX J1856.5-3754라고 불리는 열적 회전 중성자별 하나를 발견하였다.

## 형성
초기 질량이 약 8 M☉ 이상인 모든 주계열성은 중성자별이 될 가능성이 있다. 별이 진화하여 주계열을 떠남으로써, 차후의 핵 연소는 철과잉 핵을 형성한다. 중심핵 내부의 모든 핵 연료가 고갈되었을 때, 핵은 축퇴압에 의해서 스스로 지지되어야 한다. 껍질 연소를 통해 핵에 물질이 더욱 침전되면, 핵은 찬드라세카르 한계에 이르게 된다. 전자 축퇴압은 중력을 이기지 못하고 압도되며, 핵은 더욱 붕괴하여 온도가 5×109 K 이상으로 급격히 상승한다. 핵이 이 온도에 이르게 되면 광붕괴(철 원자핵이 고에너지 감마선에 의해 알파입자로 붕괴)가 발생한다. 심지어 이 이상으로 온도가 상승하게 되면 전자와 양성자가 결합하여 중성자를 형성하게 되어, 폭발적인 양의 중성미자를 방출한다. 밀도가 4×1017 kg/m3에 해당하는 원자핵의 밀도에 이르게 되면, 중성자 축퇴압이 별의 수축을 멈추게 된다. 낙하 중인 별의 외곽 대기는 바깥으로 내쳐지며, II형 또는 Ib형 초신성이 된다. 이후에 잔해로 남은 것이 중성자별이다. 만약 중성자별의 질량이 5 M☉보다 더 크다면, 별은 더욱 붕괴하여 블랙홀이 된다. 다른 중성자별은 근접쌍성 내에서 형성된다.
무거운 별의 핵은 II형, Ib형 또는 Ic형 초신성 폭발 과정에서 압축되며, 중성자별으로 붕괴하는 과정에서 각운동량의 대부분이 보존된다. 중성자별은 모체의 반지름의 아주 작은 비율을 차지하기 때문에(그래서 관성모멘트는 급격히 감소한다), 매우 빠르게 회전하면서 형성되어 이후에 점진적으로 느려진다. 중성자별은 약 14 밀리초에서 30 초까지의 자전주기를 가지고 있다. 중성자별의 밀도로 인해서 별의 표면중력은 보통 1012에서 1013 m/s2(지구 중력의 1011배) 정도로 아주 크다. 이렇게 어마어마한 크기의 중력으로 인해서 중성자별의 탈출속도는 100,000 km/s에서 150,000 km/s에 이른다. 이는 빛의 속도의 3분의 1에서 절반 가량에 해당한다. 중성자별의 표면으로 떨어지는 물질은 별의 중력에 의해 엄청난 속도로 가속된다. 충돌할 때의 힘은 물질을 구성하는 원자를 파괴할 수 있을 정도로, 모든 물질을 똑같게 만들게 하며, 대부분의 경우에 별의 일부분으로 남게 된다.

## 특징

중성자별의 중력에 의한 빛 굴절. 상대론적 빛 굴절로 인해 중성자별의 표면의 절반이 더 보인다.(체크무늬 부분이 양쪽으로 30도 정도 더 나타남) 자연 단위로 묘사된 별의 질량은 1이고, 반지름은 4이다. 그 두 배는 슈바르츠실트 반지름이다.

중성자별 표면의 중력장은 지구 표면보다 약 2×1011 배 강하다. 이렇게 강력한 중력장은 중력렌즈의 역할을 하는데, 일반적으로 관찰자에게 보이지 않는 중성자별의 반대편 반구에서 방출된 빛의 경로를 휘게 하여 관찰자에게 보이게 만든다. 중성자별의 반지름이 {\displaystyle 3GM/c^{2}}이거나 그보다 작다면, 광자는 궤도를 돌게 될 수 있다. 그래서 중성자별의 표면 전체가 보이게 된다. 중성자별을 만드는데 붕괴한 별의 질량 일부분은 중성자별의 형성에서 발생하는 초신성 폭발로 방출(질량-에너지 등가원리, E = mc2)된다. 이 에너지는 중성자별의 중력 속박 에너지로부터 발생한 것이다.
중성자별의 상대론적 상태 방정식은 다양한 모형에 관한 반지름 대 질량에 관한 그래프를 이용한 짐 라티머(Jim Lattimer)에 의해 세워졌다. 주어진 중성자별의 질량에 대한 가장 신빙성 있는 반지름은 AP4 모형(최소 반경)과 MS2 모형(최대 반경)에 의해 일괄된다. BE를 관측된 중성자별의 중력질량 M(kg), 반지름 R(m)의 비와 동일한 중력 속박 에너지 질량비라고 하면,
{\displaystyle BE={\frac {0.60\,\beta }{1-{\frac {\beta }{2}}}}}      {\displaystyle \beta \ =G\,M/R\,{c}^{2}}
현재 주어진 값
{\displaystyle G=6.6742\times 10^{-11}\,{\text{m}}^{3}{\text{kg}}^{-1}{\text{s}}^{-2}}
{\displaystyle c^{2}=8.98755\times 10^{16}\,{\text{m}}^{2}{\text{s}}^{-2}}
{\displaystyle M_{solar}=1.98844\times 10^{30}\,{\text{kg}}}
그리고 별의 질량 "M"은 일반적으로 태양의 질량의 배수로 표현된다.
{\displaystyle M_{x}={\frac {M}{M_{\odot }}}}
그러면 중성자별에 관한 상대론적 비(比) 속박에너지는
{\displaystyle BE={\frac {885.975\,M_{x}}{R-738.313\,M_{x}}}}
2 M☉인 중성자별은 반지름이 10,970 미터(AP4)보다 더 작아지지 않는다. 그러면 별의 질량비 중력 속박 에너지는 0.187, -18.7%(발열)가 된다. 이는 0.6/2 = 0.3, -30%에 가깝지 아니하다.
중성자별은 너무 밀하기 때문에 티스푼(5 ml) 정도의 부피에 기자의 대피라미드 질량의 약 900배에 달하는 5.5×1012 kg(1 나노리터 당 1100 톤) 이상의 질량이 들어있다. 그래서 일반적인 중성자별의 중력으로 1m 높이에서 떨어질 때 표면까지는 초당 약 2,000 km 또는 시간당 720만 km의 속도로 단 1 마이크로초 밖에 걸리지 않는다.
막 형성된 중성자별의 온도는 약 1011 ~ 1012 켈빈에 이른다. 그러나, 엄청난 수의 중성미자가 별의 엄청난 에너지를 가져가면서 방출되므로 온도는 수 년 이내에 약 106 켈빈까지 떨어진다. 심지어 100만 켈빈일 때, 중성자별에 의해 방출되는 대부분의 빛은 X-선이다.
안쪽 지각에서 중심까지 내부의 압력은 3×1033에서 1.6×1035 Pa까지 증가한다.
중성자별에 대한 상태방정식은 아직까지 밝혀지지 않았다. 특수상대론에 가깝게 기술되는 축퇴가스에 대한 백색왜성의 상태방정식과는 상당히 다른 것으로 추정된다. 중성자별에서는 일반상대론적 효과가 커졌으므로 이를 무시할 수 없다. 상태에 대해서는 몇가지 방정식(FPS, UU, APR, L, SLy 등)이 발표되어 왔으며 거기에 대한 현재 연구들은 이론들을 이용하여 중성자별의 물질을 밝혀내는 것을 시도하고 있다. 이는 밀도와 질량 사이의 관계가 완전히 밝혀지지 않음을 의미하며, 반지름 측정에 대한 불확실성을 야기한다. 예를 들면, 1.5 M☉인 중성자별은 반지름이 10.7, 11.1, 12.1, 15.1 km(각각 EOS FPS, UU, APR, L 모형)이다.

## 구조

중성자별의 단면도. 밀도는 원자핵 물질이 포화되어 핵자들이 맞닿기 시작하는 밀도 ρ_{0}를 통해 표현된다.

현재 중성자별의 구조에 관한 이해는 수학적 모형으로부터 밝혀졌지만, 중성자별 진동의 연구를 통한 추론도 가능할 수 있다. 기존의 별에 대한 성진학과 같이, 내부 구조는 관측된 별의 진동의 빈도 스펙트럼 분석을 통해서 추정 된다.
현재 모형은 중성자별 표면의 물질이 고체 격자 구조로 으스러져 박혀 있는 기본 원자핵과, 이들 사이의 틈새를 흐르는 전자의 바다로 이루어져 있다고 설명한다. 표면에 있는 원자핵은 핵자당 결합 에너지가 큰 철일 것이다. 또한 수소와 헬륨 같은 가벼운 원자핵을 제외하고, 표면 아래에 쉽게 가라앉을 수 있는 철과 같은 중원소도 있을 수 있다. 표면 온도가 106 켈빈에 이른다면(어린 펄사의 경우), 표면은 차가운 중성자별에서(온도 < 106 K) 관측되는 고체 상태 대신에 액체 상태가 되어야 한다.
별의 "대기"(atmosphere)는 두께가 기껏해야 수 마이크로미터 밖에 되지 않을 것으로 가설화되었으며, 운동은 완전히 별의 자기장에 의해 통제된다. 대기의 아래 부분은 고체로 된 "지각"(crust)과 맞닥뜨리게 된다. 이 지각은 엄청나게 강력한 중력장으로 인해 극도로 딱딱하며 매우 매끄럽다(표면 고저차가 ~5 mm). 안쪽 지각에 있는 원자 물질의 형태는 원자핵 파스타로 표현된다.
안쪽으로 진행하면, 중성자 수가 많아지는 원자핵들과 접하게 되는데, 이러한 원자핵들이 지구에 있다면 빠르게 붕괴하게 된다. 이들은 중성자별 내부에서 가해지는 엄청난 압력으로 인해 붕괴하지 않고 안정적으로 유지할 수 있게 된다. 깊이가 계속 깊어지면서 이 과정이 계속된다면, 중성자 방출(neutron drip)이 압도적이게 되어 자유 중성자의 농도가 빠르게 증가한다. 이 영역에는 원자핵, 자유 전자, 자유 중성자가 들어 있다. 중성자별의 중심핵에 이를 때까지, 원자핵은 (중력 및 압력이 강한 핵력을 압도하면서) 정의상 완전히 사라지게 되는(크기가 0이 되는) 점까지 점점 더 작아진다.
중심핵에 있는 초고밀도 물질의 조성은 아직까지 불확실하다. 어떤 모형에서는 핵이 초유체 중성자 축퇴물질(대부분이 중성자고, 일부는 양성자와 전자)로 구성되어 있다고 설명한다. 축퇴 기묘물질(위 쿼크와 아래 쿼크 대신에 기묘 쿼크가 포함), 중성자 대신에 고에너지 파이온 및 케이온을 포함하는 물질, 아니면 초고밀도 쿼크 축퇴물질 아니면 가장 가능성이 높은 설명은 양성자,중성자가 핵의 높은 온도에 녹아 쿼크,글루온으로 분해된 쿼크-글루온 플라즈마 상태의 물질로 되어있다 라고 설명한다 또는 더욱 이질적인 물질의 형태로 있을 수도 있다.

## 발견 역사

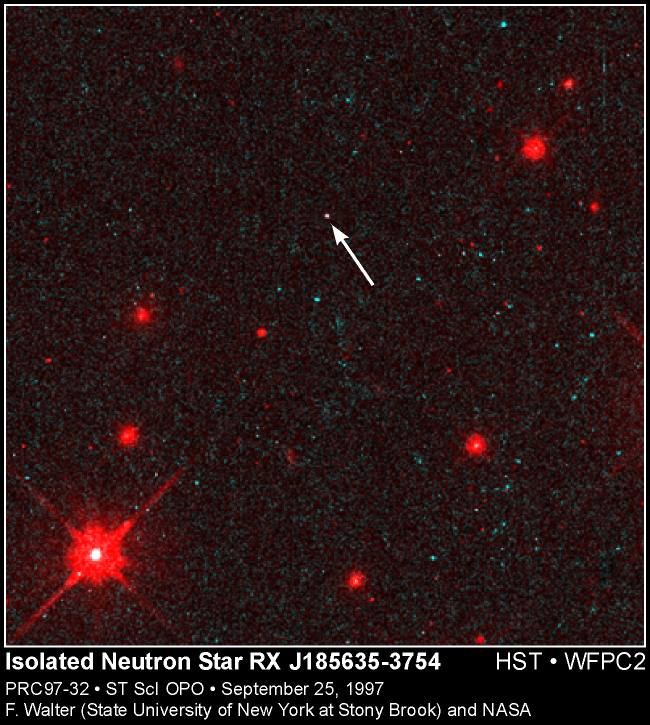
최초로 가시광선에서 직접적으로 관측한 중성자별. 사진의 중성자별은 RX J185635-3754이다.

1934년, 월터 바데와 프리츠 츠비키가 중성자별의 존재를 발표하였다. 이는 제임스 채드윅 경의 중성자 발견 단 몇 년 후였다. 초신성의 기원에 관한 설명을 탐구하는 과정에서 일반 별이 극단적으로 밀집된 중성자로 구성된 별, 즉 중성자별이 된다는 주장이 시험적으로 제기되었다. 바데와 쯔비키는 "초신성 폭발 과정에서, 대량의 질량이 소멸된다"라고 초신성 폭발 순간에 중성자별의 중력 속박 에너지 방출이 초신성의 동력원이 된다고 정확히 주장하였다. 중성자별은 너무 희미해서 관측할 수 없다고 여겨져서 1967년, 프랑코 파치니(1939-2012)가 중성자별이 회전하면서 강력한 자기장을 가진다면 전자기파가 방출될 수 있다고 지적할 때까지는 소극적인 연구가 이루어졌다. 그도 모르는 사이에 케임브리지의 전파 천문학자 안토니 휴이시와 그의 조수 조셀린 벨이 얼마 되지 않아 전파 펄스를 방출하는 별을 발견했다. 이것이 바로 펄사로 불리는, 고도로 자기화되고 빠르게 회전하는 중성자별이다.
1965년, 안토니 휴이시와 사뮤엘 오코예는 "게 성운에 있는 특이한 밝은 전파원"을 발견하였다. 이 전파원은 1054년의 대초신성의 결과물로 만들어진 게성운 펄사로 밝혀졌다.
1967년, 이오시프 쉬클로프스키는 전갈자리 X-1의 X선 및 광학 관측에 대해 탐사하였고 강착 과정에 있는 중성자별에서 오는 복사라고 정확히 들어맞는 주장하였다.
1967년, 조셀린 벨과 안토니 휴이시는 CP 1919에서 오는 일정한 전파 펄스를 발견하였다. 이 펄사는 후에 고립된, 회전하는 중성자별으로 이해되었다. 펄사의 에너지원은 중성자별의 회전 에너지이다. 발견된 대부분의 중성자별(2010년 기준 약 2000개)이 일정한 전파 펄스를 방출하는 펄사로서 발견되었다.
1971년, 리카르도 지아코니, 허버트 거스키, 에드워드 켈로그, R. 레빈슨, E. 슈라이어, H. 타난바움은 센타우루스자리의 X-선 광원, 센타우루스자리 X-3에서 4.8초의 펄스를 발견하였다. 이들은 이 펄스를 회전하는 뜨거운 중성자별에서 나오는 결과물로 이해하였다. 에너지원은 중력인데, 짝별 또는 성간매질에서 중성자별의 표면으로 떨어지는 가스물질의 결과물이다.
1974년, 안토니 휴이시는 펄사의 발견에 대한 그의 결정적인 역할을 인정받아 노벨 물리학상을 수상하였다. 그러나 공동 발견자인 조셀린 벨은 노벨상을 수상하지 못하였다.
1974년, 조셉 테일러와 러셀 헐스가 최초로 서로 질량 중심을 돌고 있는 두 개의 중성자별로 이루어진 쌍성 펄사(하나만 펄사로 관측된다) PSR B1913+16을 발견하였다. 아인슈타인의 일반상대성이론에서는 근접쌍성 궤도를 도는 무거운 천체가 중력파를 방출하여 시간이 흐르면서 점차 자신의 궤도를 붕괴시킬 것이라 예측한다. 이는 실제로 (간접적으로)관측되었는데, 일반상대성이론에서의 예측과 정확히 들어맞는다. 1993년에 테일러와 헐스는 이 발견을 통하여 노벨 물리학상을 수상하였다.
1982년, 돈 백커와 그의 동료들은 처음으로 밀리세컨드 펄사, PSR B1937+21을 발견하였다. 이 천체는 초당 642회 회전하는데, 이 값은 중성자별의 질량 및 반지름에 관한 기본적인 제한요인으로 자리잡았다. 이후에 많은 밀리세컨드 펄사들이 발견되었는데, 그럼에도 불구하고 PSR B1937+12이 PSR J1748-2446ad가 발견되기 전까지 24년 동안 발견된 것 중 가장 빠르게 회전하는 펄사로 기록되었다.
2003년, 마르타 버게이와 그의 동료들은 최초로 둘 다 펄사로서 관측 가능한 이중 중성자별 성계, PSR J0737-3039를 발견하였다. 이 성계의 발견으로 총 다섯가지의 일반상대성이론의 검증 시험이 가능하게 되었다.
2010년, 폴 데모레스트와 그의 동료들은 샤피로 시간지연을 이용하여 밀리세컨드 펄사 PSR J1614-2230의 질량을 측정할 수 있었다. 측정된 질량은 1.97±0.004 M☉이다. 이는 이전에 측정된 중성자별의 질량(1.67 M☉, PSR J1903+0327 참고)보다 상당히 크며, 중성자별의 내부 조성에 관한 강한 제한요인으로 자리잡는다.
2013년, 존 안토니아디스와 그의 동료들은 백색왜성 분광을 이용하여 PSR J0348+0432의 질량을 2.01±0.04 M☉으로 측정하였다. 이는 그러한 무거운 별의 존재를 다른 방법을 이용하여 검증되었다. 나아가서, 이는 최초로 무거운 중성자별을 이용하여 일반상대성이론을 검증하게 만든 사례이다.

## 회전
중성자별은 형성 이후 극도로 빠르게 회전한다. 그 이유는 각운동량 보존 때문인데, 팔을 안으로 굽혀 빠르게 도는 피겨 스케이트 선수처럼 원형 별의 핵의 느린 회전은 수축으로 인해 빨라진다. 신생 중성자별은 초당 수 회의 회전을 할 수 있다. 때때로 짝별의 물질을 흡수하여 회전속도가 초당 백 회에 이르러 편구 모양이 되기도 한다.
중성자별은 회전하는 자기장을 통해 에너지를 방출하기 때문에 시간이 흐르면서 느려진다. 늙은 중성자별은 한 번 회전하는 데 수 초 정도 걸리게 된다.
중성자별의 회전속도가 느려지는 정도는 보통 일정하며 매우 작다. 관측된 감소율은 1회전에 10-10 ~ 10-21 초 사이이다. 그러므로 일반적인 회전감소율 10-15 초를 가정하면, 중성자별이 현재 초당 10회 회전한다면 100년 후에는 초당 9.99997회 회전하게 될 것이다.

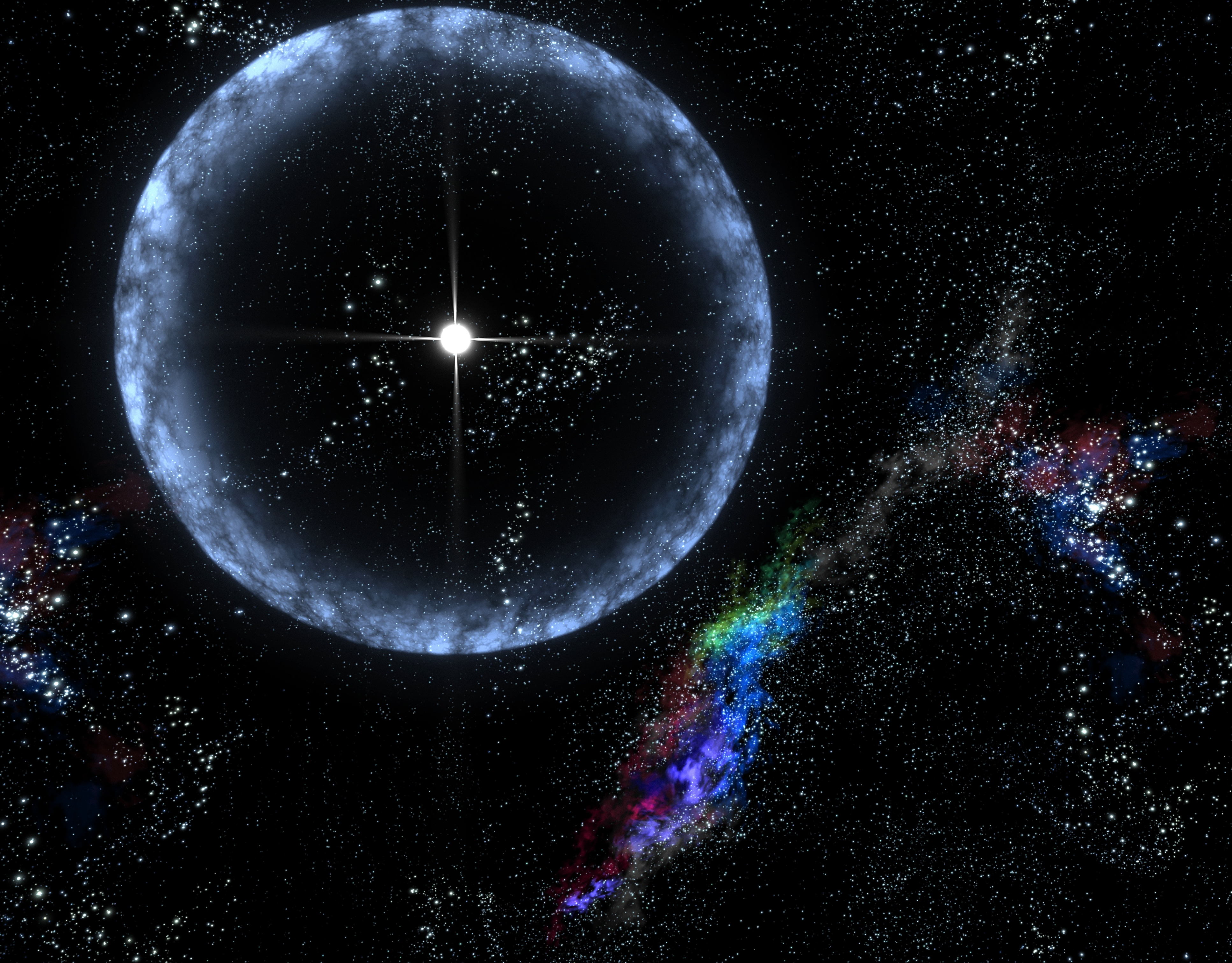
"성진", 또는 "별의 지진"에 대한 예술가의 표현.

가끔씩 중성자별은 갑자기 회전속도가 약간 증가하는 현상인 회전증속(spin up) 또는 글리치(glitch)를 겪기도 한다. 글리치는 성진(별의 회전속도가 느려짐으로써, 별의 모양은 좀 더 구에 가까워지게 됨)의 영향으로 추정되고 있다. 성진은 "중성자" 지각의 강성 때문에 지진과 같은 지각 파괴와는 별개로서 발생한다. 성진이 일어난 후에, 별은 적도 반지름이 더 작아지게 되며, 각운동량이 보존되기 때문에 회전속도는 증가한다. 그러나 최근의 연구에서는 성진이 중성자별의 글리치에 대해 충분한 에너지를 방출하지 못한다고 주장한다. 대신 글리치는 준안정 에너지 상태에서 그보다 낮은 에너지 단계로 별의 초유체 핵에서의 소용돌이 전이에 의해 발생한 것이라고 주장되었다.
중성자별에서는 "맥동하는" 라디오파 및 X-선 방출이 관측되어 왔다. 이 펄스는 별의 자전축과 같은 방향으로 정렬되어 있지 않은 자축의 극 근처에서의 입자 강착에 의해 발생한 것으로 여겨진다. 아직 온전히 규명되지 않은 과정을 통해서, 입자들은 일관적인 라디오파 방출빔을 형성한다. 외부의 관찰자는 이러한 전파 빔이 자극이 시선방향을 스쳐 지나갈 때마다 맥동하는 것처럼 보게 된다. 펄스는 중성자별의 회전주기와 동일한 주기를 가지고 있다. 그러한 펄스를 방출하는 중성자별은 펄사라고 불린다.
현재까지 발견된 것 중 가장 빠르게 회전하는 중성자별은 초당 716회 회전하는 PSR J1748-2446ad이다. 최근 연구에서는 중성자별 XTE J1739-285으로부터 1122 Hz의 X-선 폭발 진동(회전을 이용한 간접적 측정)이 감지되었다고 발표하였다. 그러나, 현재 이 신호는 여태까지 단 한번 관측되었기 때문에 이 별에서 또다른 폭발이 확인될 때까지 신중하게 생각해야 한다.

## 분포 및 거리
지금까지 우리은하와 마젤란은하에서 약 2000개의 중성자별이 알려져 있다. 이들 중 대부분은 라디오 펄사로서 관측되어 왔다. 중성자별은 대부분 우리은하의 원반을 따라 집중 분포되어 있다. 그렇지만 초신성 폭발 과정이 새로 형성된 중성자별을 큰 속도(400 km/s)로 가속시킬 수 있기 때문에 원반에 대한 수직 분포 범위가 크다.
가장 가까운 중성자별 중 일부는 약 400 광년 떨어져 있는 RX J1856.5-3754와 424 광년 떨어져 있는 PSR J0108-1431이다. RX J1856.5-3754는 황야의 7인이라 불리는 가까운 중성자별 군집의 일원이다. 근처에 있는 또다른 중성자별으로는 작은곰자리를 배경으로 움직이고 있는 칼베라가 있다. 이 별명은 별의 발견자들이 1960년 영화, ''황야의 7인''에서 틍장하는 악당 칼베라의 이름을 따서 붙여진 것이다. 빠르게 움직이는 이 천체는 ROSAT/밝은 광원 카탈로그를 이용하여 발견되었다.

## 쌍성 중성자별
현재 밝혀진 중성자별의 약 5%는 쌍성계의 일원이다. 쌍성 중성자별의 형성 및 진화 시나리오는 꽤 특이하고 복잡한 과정을 보인다. 짝별은 보통 별, 백색왜성, 아니면 다른 중성자별이다. 쌍성 진화에 대한 최신 이론에 따르면, 중성자별 또한 블랙홀을 짝별으로 두는 쌍성계에 존재할 수 있다고 한다. 그러한 쌍성은 중력파를 방출하는 주요 원천으로 예측된다. 쌍성계에 있는 중성자별은 종종 X-선을 방출하는데, 이는 짝별에서 오는 강착된 물질(가스)로 가열되면서 발생하는 것으로 여겨진다. (부풀은)짝별의 외곽층에서 오는 물질은 매우 강력한 중력장을 가진 중성자별 쪽으로 빨려들어간다. 물질의 강착이 극단적인 조건에 맞아 떨어지게 만들 수 있다면 이러한 과정의 결과로 쌍성 중성자별은 블랙홀이 될 수도 있다. 두 중성자별을 포함한 쌍성의 합병이 짧은 감마선 폭발의 형성 원인이 된다고 발표되었는데, 이러한 사건은 초신성 핵합성 이론과 대립하면서 철 이상의 모든 화학 원소의 형성 원인이 될 수 있기도 하다.

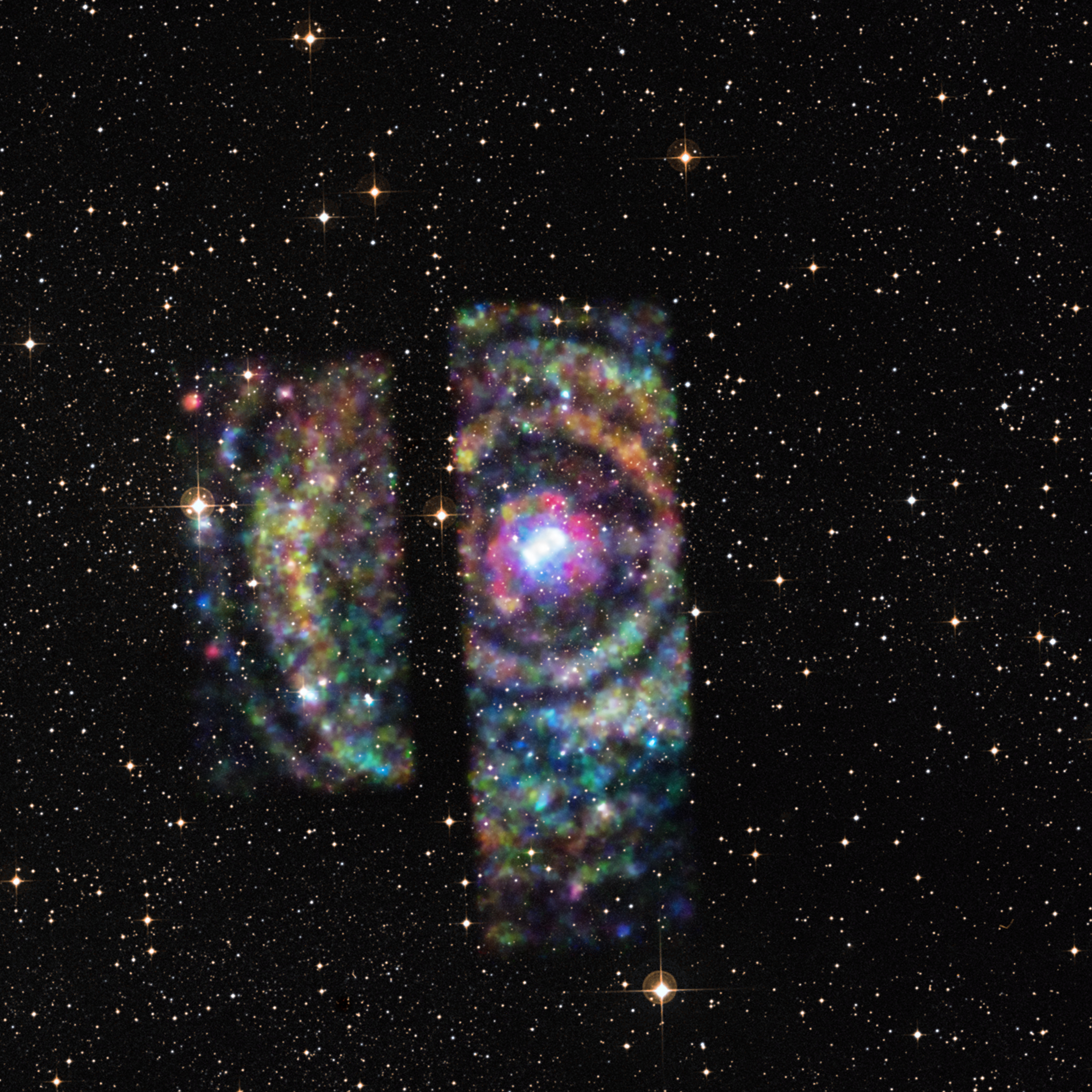
컴퍼스자리 X-1: 쌍성 중성자별에서 방출된 X선 고리 (2015년 6월 24일 찬드라 X-선 관측선).

## 하위유형
- 중성자별
  - 원시중성자별 (Protoneutron star, PNS), 이론상으로만 존재함[39]
  - 약전파 중성자별 (Radio-quiet neutron star)
  - 강전파 중성자별 (Radio-loud neutron star)
    - 외톨이 펄사 (Single pulsar) - 강력한 자기장에 의해 일정한 시간 간격으로 우리의 방향으로 복사 펄스를 방출하는 중성자별에 대한 보편적인 용어
      - 회전펄사 (Rotation-powered pulsar) - 전파펄사("radio pulsar")
        - 마그네타 - 극도로 강력한 자기장(보통 중성자별보다 1000 배 이상) 및 긴 회전주기(5~12초)를 가진 중성자별
          - 연감마선 연속 방출원 (SGR)
          - 불규칙 X-선 펄사 (AXP)

    - 쌍성펄사
      - 저질량 X-선 쌍성 (LMXB)
      - 중간질량 X-선 쌍성 (IMXB)
      - 고질량 X-선 쌍성 (HMXB)
      - 강착펄사 (Accretion-powered pulsar), X-선 펄사 ("x-ray pulsar")
        - X-선 폭발원 - 저질량 짝별의 물질을 강착하면서 표면에서 불규칙한 폭발을 일으키는 중성자별
        - 밀리세컨드 펄사(MSP) 재활용 펄사("recycled pulsar")
          - 준밀리세컨드 펄사[40]

- - 이색별
    - 쿼크별 - 쿼크물질 또는 기묘체로 이루어진 가설상의 중성자별의 일종. 2008년까지 세 개의 후보가 발견되었다.
    - 약전자기별 - 극단적으로 무거운 가설상의 중성자별의 일종. 약전자기력을 통해 쿼크가 렙톤으로 변환된다.
    - 앞선입자별 - 앞선입자 물질로 구성된 가설상의 중성자별의 일종. 2008년까지 앞선입자의 존재에 대한 증거가 없다.

## 거대 원자핵
중성자별은 밀도(10배 이내)와 핵자로 구성되어 있다는 점을 포함해서 어느정도 원자핵의 성질을 지니고 있다. 대중적인 과학 저작물에서 중성자별은 가끔씩 거대한 원자핵으로 표현되기도 한다. 그러나 다른 측면에서 보면 중성자별과 원자핵은 상당히 다르다. 특히, 원자핵은 강한 상호작용에 의해 입자들이 서로 속박되어 있지만, 중성자별은 중력에 의해 속박되어 있다. 따라서 중성자별의 밀도와 구조는 더 가변적이다. 별과 같은 천체로 간주하는 것이 더욱 그럴듯하다.

## 중성자별의 예
- PSR J0108-1431 - 가장 가까운 중성자별
- LGM-1 - 최초로 발견된 전파펄사
- PSR B1257+12 - 최초로 행성을 가진 것으로 밝혀진 중성자별(밀리세컨드 펄사)
- SWIFT J1756.9-2508 - 행성 범위의 질량(갈색왜성 이하)을 가진 항성유형의 짝별을 둔 밀리세컨드 펄사
- PSR B1509-58 - 찬드라 X-선 관측선에 의해 촬영된 "신의 손" 사진의 광원
- PSR J0348+0432 - 2.01±0.04 M☉으로, 발견된 것 중 가장 무거운 중성자별

## 같이 보기
- 마그네타
- 밀리세컨드 펄사
- 중성자
- 뉴트로늄, 중성자 축퇴물질
- 앞선입자 물질, 앞선입자 축퇴물질
- 펄사
- 쿼크물질, 쿼크 축퇴물질
- 약전파 중성자별
- 순간적 회전 전파원
- 황야의 7인 (중성자별)
- 우르

- 양성자별
- 육각형

## 갤러리
- 영상 - 직경 25 km (16 마일)에 지구보다 50만 배 무거운 중성자별.
- 영상 - 중성자별의 충돌 (애니메이션).
- 영상 - 중성자별의 충돌.

### 내용주
1. ↑  중성자별의 밀도는 질량과 비례하며, 반지름에 따라서는 비선형적으로 감소한다. (NASA 질량 반지름 그래프 보관됨 2013-02-21 - 웨이백 머신) (영어)
2. ↑  3.7×1017 kg/m3은 2.68×1030 kg / 반지름 12 km인 별의 부피로 계산되고, 5.9×1017 kg/m3은 4.2×1030 kg / 반지름 11.9 km인 별의 부피로 계산된다.
3. ↑  반지름이 10 km인 중성자별 내의 물질의 평균 밀도는 1.1×1012 kg/cm3이다. 따라서 똑같은 물질 5ml 라면 5.5×1012 kg 또는 5,500,000,000 톤이 된다. 이는 세계 인구의 총 질량의 15 배에 약 해당한다. 반지름 20 km의 중성자별에서 5 ml의 물질(평균 밀도는 8.35×1010 kg/cm3)이라면 400,000,000 톤 또는 세계 인구의 총 질량에 해당한다.
4. ↑  1931년 중성자의 발견 이전에도, "원자핵은 서로 가까이 접촉하게 되어 하나의 거대한 원자핵을 형성한다"라고 논문을 쓴 레프 란다우에 의해 중성자별의 존재가 예견되었다.[25] 그러나 란다우가 예측한 중성자별은 잘못되었다고 널리 알려졌다.[26]